# Leontodon hispidus
Leontodon hispidus es una especie de planta perteneciente a la familia  Asteraceae.

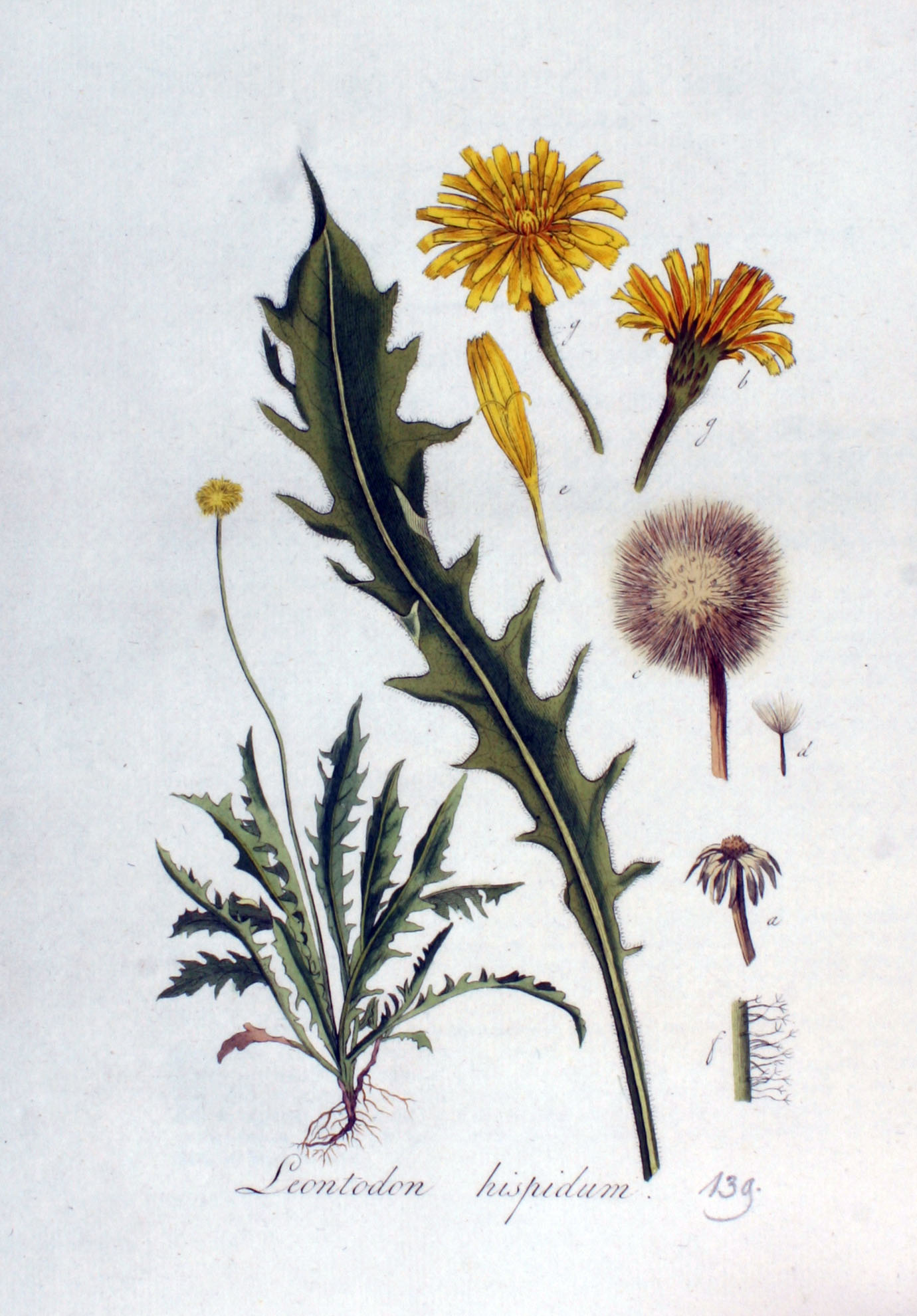
Ilustración

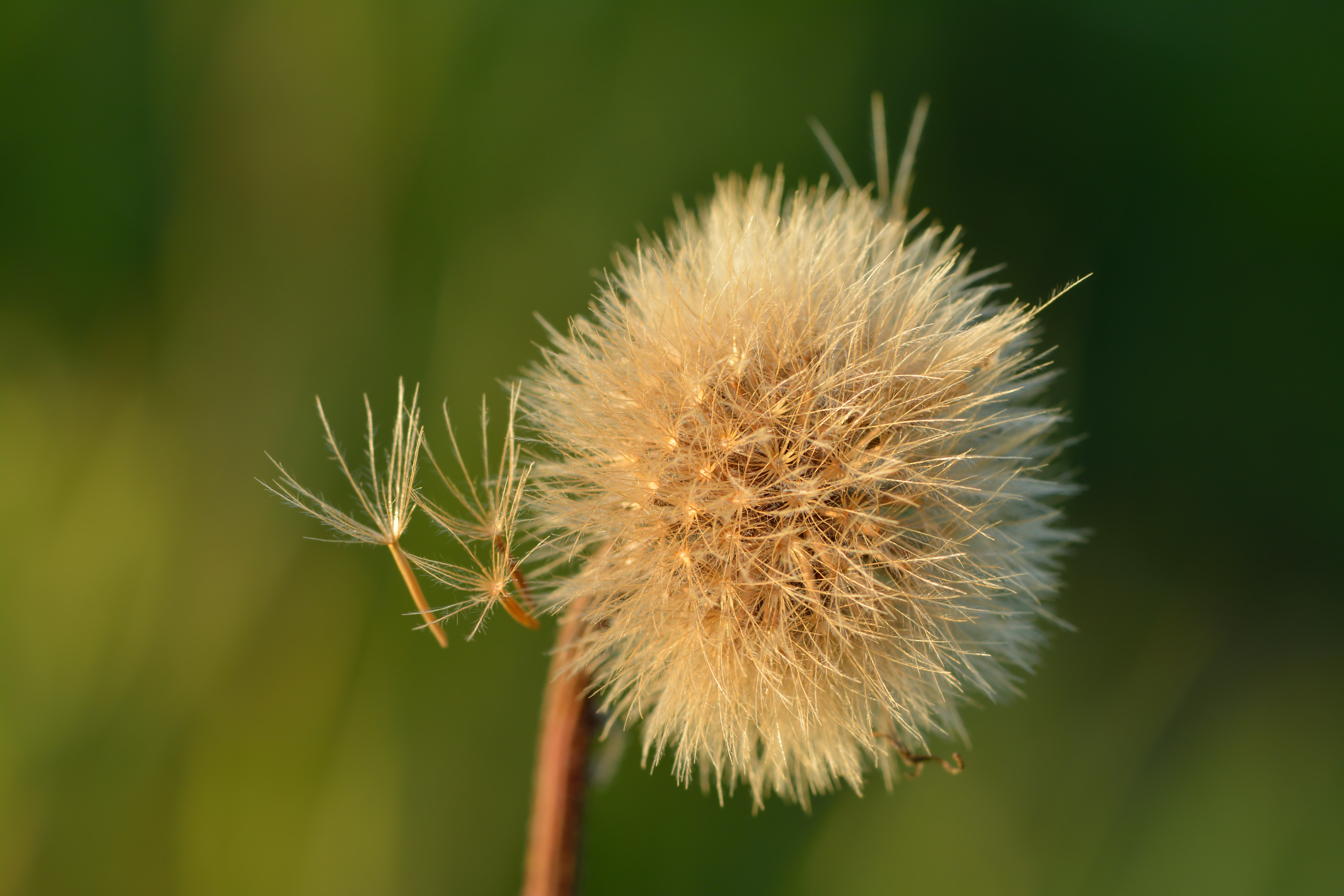

## Descripción
Difiere de Leontodon autumnalis en tener hojas con pelos ahorquilados y aquenios con 2 filas de pelos, la externa plumosa, la interna simple. Capítulo solitario, que brota de un tallo no ramoso, amarillo-dorado, de 2,5-4 cm de diámetro, con flores externas anaranjadas o rojizas por debajo; capítulo inclinado antes de abrirse. Involucro lampiño o hirsuto. Especie muy variable. Florece en primavera y verano.

## Distribución y hábitat
En toda Europa, excepto Islandia y Turquía. Ausente de muchas islas. Vive en prados con agua y en montañas.

## Taxonomía
Leontodon hispidus fue descrita por Carlos Linneo y publicado en Species Plantarum 2: 798. 1753
Etimología
Leontodon: nombre genérico que proviene de las palabras griegas leon = "león", y odons = "diente", en alusión a las hojas profundamente dentadas.
hispidus: que significa cubierto de pelos largos y rígidos.
Citología
Número de cromosomas de Leontodon hispidus (Fam. Compositae) y táxones infraespecíficos: 2n=14
Sinonimia
| - Apargia communis Spenn. - Apargia danubialis Scop. - Apargia dubia Willd. - Apargia ericetorum Richt. - Apargia guestphalica Boenn. ex DC. - Apargia hastilis Host - Apargia heterophylla Moench - Apargia hirta Geners. ex Steud. - Apargia hispida Hoffm. - Apargia hispida (L.) Willd. | - Apargia incana - Apargia incrassata Moench - Apargia intermedia Schult. ex Steud. - Apargia livida Moench - Apargia proteiformis Ambrosi - Apargia sudetica Link ex Spreng. - Leontodon crispatus (Gren.) Griseb. & Schenk - Leontodon danubialis Jacq. - Leontodon hastilis L. - Leontodon pavonii Boiss. - Leontodon proteiformis Vill. |